# Carrie Hope Fletcher
Carrie Hope Fletcher (Harrow, 22 ottobre 1992) è un'attrice teatrale britannica.

## Biografia

### Infanzia
Fletcher è nata e cresciuta nel sobborgo londinese di South Harrow, figlia di Debbie e Bob Fletcher. Ha un fratello maggiore, Tom Fletcher, leader della band britannica McFly ed ex membro della band McBusted.
La sua carriera ebbe inizio nel 1997, quando aveva cinque anni, con una piccola partecipazione sul canale britannico Channel 4. Fu poi la protagonista di una pubblicità di cereali Cheerios insieme all'attore Kelsey Grammer. Fletcher iniziò in seguito ad interpretare piccoli ruoli in televisione.
Dal 2023 è sposata con l'attore Joel Montague.

### Teatro
Il debutto teatrale di Fletcher fu nel 2001, a soli sette anni, nella produzione del West End di Les Misérables in cui interpretava Eponine da bambina. Nel 2002 vestì i panni di Jemima Potts in Chitty Chitty Bang Bang al London Palladium con Michael Ball, e nel 2004 interpretò Jane Banks nel musical Mary Poppins a Londra e Bristol. 
Nel giugno del 2013, Carrie Fletcher sostituì l'attrice Danielle Hope nel ruolo di Eponine in Les Misérables al Queen’s Theatre, a Londra. Grazie a questo ruolo, Fletcher è l'unica attrice britannica ad aver mai interpretato Eponine sia da adulta che da bambina. Il 23 febbraio 2014, grazie alla sua interpretazione di Eponine, vinse il premio WhatsOnStage come "Best Takeover In A Role".
Nel 2014, Fletcher prese una pausa da Les Misérables per interpretare il ruolo di Beth nel musical tratto dalla Guerra dei mondi, a cui parteciparono anche gli attori e cantanti Jason Donovan, Brian McFadden e Shayne Ward. Terminata questa produzione, Fletcher riprese il ruolo di Eponine in Les Misérables, per la celebrazione dei 30 anni del musical l'8 ottobre 2015. Lasciò definitivamente Les Misérables il 13 febbraio 2016, diventando l'attrice della produzione inglese ad aver interpretato Eponine per più tempo in assoluto.
Il 4 maggio 2016, Fletcher tornò nel cast di Chitty Chitty Bang Bang nel ruolo di Truly Scrumptious fino al 2 ottobre dello stesso anno, per poi annunciare che avrebbe ripreso per l'ultima volta il ruolo di Eponine nella produzione di Dubai di Les Misérables per un mese. Nel corso del 2016, Fletcher interpretò anche Emily nel musical A Christmas Carol accanto a Robert Lindsay nel ruolo di Scrooge.
Nel 2017 interpretò Mercoledì Addams nella produzione inglese del musical sulla Famiglia Addams, affiancata dagli attori Samantha Womack e Les Dennis.
A dicembre del 2017 prese parte al musical tratto dal romanzo Christmasaurus. Un dinosauro per Natale, entrambi scritti dal fratello Tom, che partecipò anch'egli al musical insieme alla moglie Giovanna Fletcher ed i colleghi Harry Judd e Matt Willis.
Nel 2018 ha interpretato Veronica Sawyer nel musical Heathers, in scena prima al The Other Palace e poi all'Haymarket Theatre del West End londinese; nell'autunno dello stesso anno è tornata a interpretare Beth nella tournée britannica del musical The War of the Worlds. Nel 2019 è ritornata e recitare e cantare nel musical Les Misérables, questa volta nel ruolo di Fantine, che interpreta prima nella produzione concertistica in scena al Gielgud Theatre e poi nella produzione revisionata in scena al Sondheim Theatre di Londra. Nel 2021 ha interpretato Cenerentola nella prima londinese del musical di Andrew Lloyd Webber Cinderella, con libretto di Emerald Fennell. Nel 2022 ottiene due candidature ai Grammy Award nella sezione miglior album di un musical teatrale, rispettivamente per le incisioni discografiche di Les Misérables: The Staged Concert e Cinderella.

### Musica
Fletcher produsse due singoli, Running Through Rivers e The Way We Were disponibili su iTunes. Nel 2012, cantò al St. James Theater per beneficenza, ed interpretò la canzone ufficiale dei Giochi Olimpici di Londra 2012 insieme al fratello Tom Fletcher.
Nel 2013, Fletcher cantò le canzoni Poison e This Kiss per l'album dell'ex compagno Alex Day, intitolato Epigrams and Interludes. L'anno seguente, partecipò alla canzone Remember Me, tratta dall'album High dell'ex collega di Les Misérables Daniel Koek.
Carrie Hope Fletcher è anche la protagonista del video della band The Vamps per la cover della canzone That Girl, insieme all'amico Dougie Poynter.
Tuttavia, la sua canzone più popolare è la cover della canzone Love is on the Radio (Hopeful live remix) dei McFly, insieme al fratello Tom, di cui caricò il video musicale sul proprio canale YouTube.
Il 30 marzo 2018, Fletcher pubblicò il suo primo album da solista When The Curtain Falls.
Ha anche scritto diverse canzoni per gli Sheytoons, il gruppo di Ramin Karimloo e Hadley Fraser.

### Autrice
Nel 2015, Fletcher pubblicò l'autobiografia All I Known Now: Wonderings and Reflections on Growing Up Gracefully, basata sul suo blog omonimo. Il libro fu un best seller per la classifica del Sunday Times, e rimase nella top ten per sette settimane.
A giugno 2015, annunciò ufficialmente di stare lavorando su un romanzo, On The Other Side, pubblicato il 14 luglio 2016. Nel marzo del 2017, annunciò il secondo romanzo, All That She Can See, pubblicato il 13 luglio dello stesso anno.
Nell'ottobre del 2017 annunciò che il 12 luglio 2018 avrebbe pubblicato il suo terzo romanzo, intitolato When the Curtain Falls.

### YouTube
Fletcher diventò molto popolare nel Regno Unito a partire dal 2011 grazie ai suoi video su YouTube, pubblicati sul canale chiamato ItsWayPastMyBedTime (ora chiamato semplicemente Carrie Hope Fletcher), che conta oltre 640.000 iscritti e condivide parti della sua vita quotidiana ed i dietro le quinte dei musical a cui partecipa.

## Teatro
- Les Misérables, colonna sonora di Claude-Michel Schönberg, libretto di Alain Boublil e Herbert Kretzmer, regia di Trevor Nunn e John Caird. Palace Theatre di Londra (2001)
- Chitty Chitty Bang Band, colonna sonora di Richard M. Sherman e Robert B. Sherman, libretto di Jeremy Sams, regia di Adrian Noble. London Palladium di Londra (2002)
- Mary Poppins, colonna sonora di Richard M. Sherman e Robert B. Sherman, libretto di Anthony Drewe, regia di Richard Eyre. Prince Edward Theatre di Londra (2004)
- Il vento tra i salici, da Kenneth Grahame, regia di Laura Baggaley. Regent's Park Open Air Theatre di Londra (2005)
- Les Misérables, colonna sonora di Claude-Michel Schönberg, libretto di Alain Boublil e Herbert Kretzmer, regia di Trevor Nunn e John Caird. Queen's Theatre di Londra (2013)
- The War of the Worlds – The New Generation, da Herbert George Wells, colonna sonora di Jeff Wayne. Tournée britannica (2013)
- Chitty Chitty Bang Band, colonna sonora di Richard M. Sherman e Robert B. Sherman, libretto di Jeremy Sams, regia di James Brining. Tournée britannica (2016)
- Les Misérables, colonna sonora di Claude-Michel Schönberg, libretto di Alain Boublil e Herbert Kretzmer, regia di Laurence Connor e James Powell. Dubai Opera di Dubai (2016)
- A Christmas Carol, colonna sonora di Stephen Flaherty, libretto di Lynn Ahrens, regia di James Yeoburn. Lyceum Theatre di Londra (2016)
- The Addams Family, colonna sonora di Andrew Lippa, libretto di Marshall Brickman e Rick Elice, regia di Matthew Price. Tournée britannica (2016)
- The Christmasaurus, da Tom Fletcher, regia di Derek Bond. Eventim Apollo di Londra (2017)
- Heathers: The Musical, colonna sonora e libretto di Laurence O'Keefe e Kevin Murphy, regia di Andry Fickman. The Other Palace e Haymarket Theatre di Londra (2018)
- The War of the Worlds – The New Generation, da Herbert George Wells, colonna sonora di Jeff Wayne. Tournée britannica (2018)
- Les Misérables, colonna sonora di Claude-Michel Schönberg, libretto di Alain Boublil e Herbert Kretzmer, regia di Laurence Connor. Gielgud Theatre di Londra (2019)
- Les Misérables, colonna sonora di Claude-Michel Schönberg, libretto di Alain Boublil e Herbert Kretzmer, regia di Laurence Connor e James Powell. Sondheim Theatre di Londra (2020)
- Les Misérables, colonna sonora di Claude-Michel Schönberg, libretto di Alain Boublil e Herbert Kretzmer, regia di Laurence Connor. Gielgud Theatre di Londra (2020)
- Cinderella, colonna sonora di Andrew Lloyd Webber, libretto di Emerald Fennell, testi di David Zippel, regia di Laurence Connor. Gillian Lynne Theatre di Londra (2021)
- Il cerchio di gesso del Caucaso di Bertolt Brecht, regia di Christiopher Haydon. Rose Theatre di Londra (2022)

## Cinema
- Les Misérables: The Staged Concert, regia di Nick Morris (2019)

## Discografia

### Audiolibri
- 2018: When the Curtain Falls

### Cast recording
- 2002: Chitty Chitty Bang Bang
- 2018: Heathers: The Musical (Original West End Cast Recording)
- 2020: Les Miserables: The Staged Concert (The Sensational 2020 Live Recording)
- 2021: Cinderella (Original West End Cast Recording)

## Libri
- (EN) All I Known Now: Wonderings and Reflections on Growing Up Gracefully, 2015.
- (EN) On The Other Side, 2016.
- (EN) All That She Can See, 2017.
- (EN) When the Curtain Falls, 2018.